# Stanton Moore

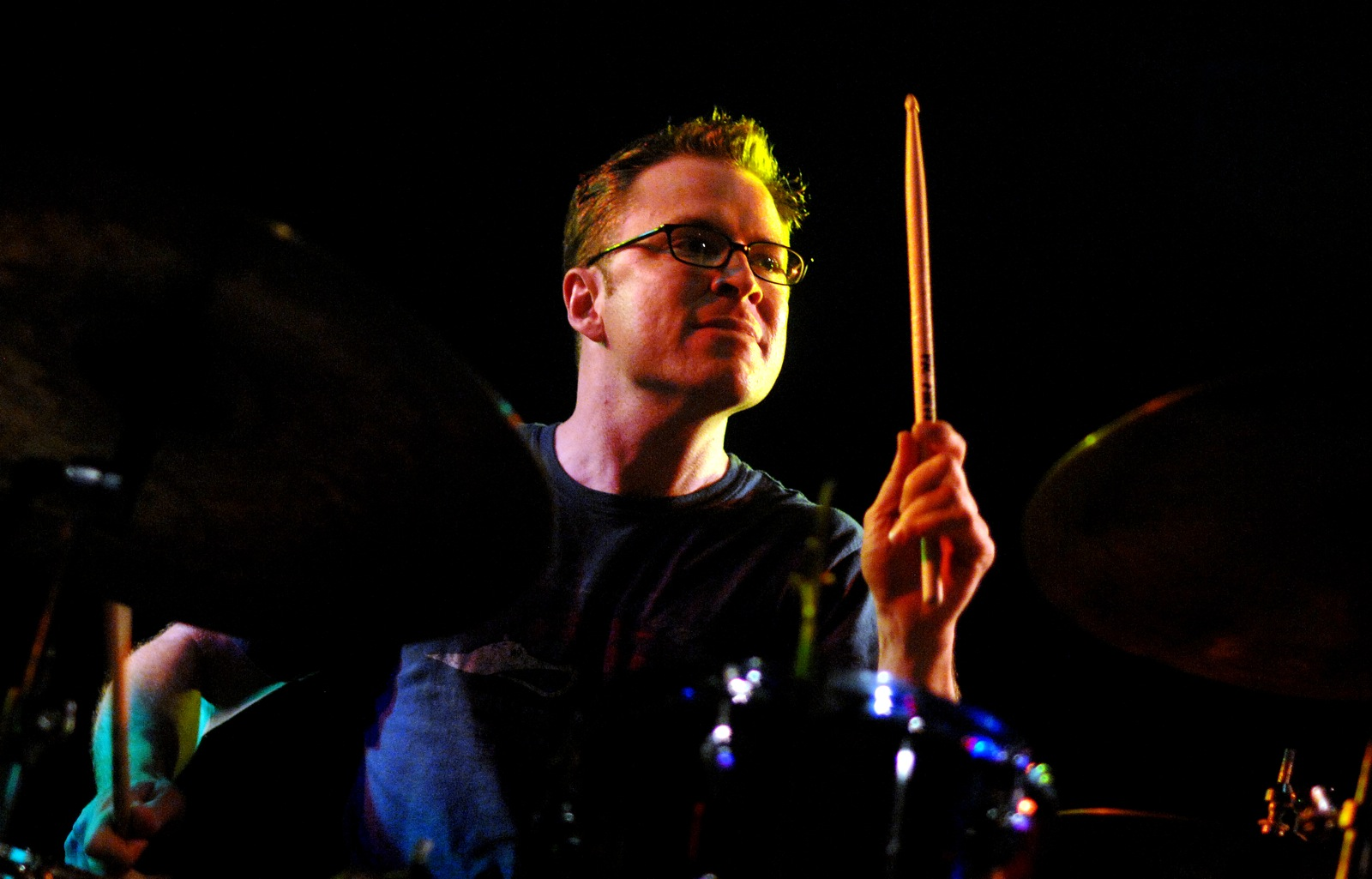
Stanton Moore mit Garage à Trois (2007)

Stanton Moore (* 9. Juli 1972 in New Orleans) ist ein US-amerikanischer Funk- und Jazz-Schlagzeuger.

## Leben und Wirken
Stanton Moore wuchs in seiner Geburtsstadt New Orleans auf und ist stark der Musikszene seiner Heimat verpflichtet. Als Haupteinflüsse gelten Meters-Drummer Zigaboo Modeliste und sein persönlicher Mentor Johnny Vidacovich. In den frühen 1990er-Jahren gründete er mit Rich Vogel und Robert Mercurio die Funkband Galactic, die sich stilistisch ebenfalls an The Meters anlehnt, aber auch Einflüsse anderer Richtungen aufnimmt. Bislang veröffentlichte er mit Galactic elf Alben. Moore knüpfte weitere Kontakte in New Orleans und betrat mit All Kooked Out! im Jahr 1998 den Weg einer Solo-Nebenkarriere; es folgten weitere Alben unter eigenem Namen. Mit Charlie Hunter, Skerik, Marco Benevento und Mike Dillon entstand aus dem ursprünglichen Trio (1998) das Quintett Garage à Trois; die Formation veröffentlichte bisher sechs Alben (in unterschiedlicher Zusammensetzung). Weiterhin bildete er mit dem Gitarristen Eric Krasno das Krasno/Moore Project.
Daneben tat sich Moore auch als Sessionmusiker für u. a. Anders Osborne hervor. Er kollaborierte u. a. mit James Singleton, Michael Ray, Dr. John, John Scofield, Dr. Lonnie Smith und Karl Denson. Obgleich im Jazz und Funk verwurzelt, arbeitete er für das Album In the Arms of God 2005 mit der Heavy-Metal-Band Corrosion of Conformity zusammen. 2010 veröffentlichte er ein Lehrwerk namens Groove Alchemy mit begleitender CD und DVD.

## Diskografische Hinweise
- 1998: All Kooked Out! (Fog City Records)
- 2001: Flyin' the Koop (Verve/Blue Thumb Records/Universal)
- 2006: III (Telarc Distribution)
- 2008: Emphasis! On Parenthesis (Telarc Distribution)
- 2010: Groove Alchemy (Concord/Telarc Jazz)
- 2014: Conversations (The Royal Potato/Royal Potato Family Records)
- 2017: With You in Mind: The Songs of Allen Toussaint (Cool Green Recordings)
- 2023: The Krasno / Moore Project: Book of Queens (Concord Jazz, mit Eric Krasno, Eric Finland sowie Cory Henry, Branford Marsalis und Robert Randolph)